# Sandling
Der Sandling ist ein 1717 m ü. A. hoher, alleinstehender Berg am Südwestrand des Toten Gebirges. Der Gebirgsstock liegt im Ausseerland in der Region steirisches Salzkammergut knapp an der Grenze zu Oberösterreich und birgt die größten Salzvorkommen Österreichs.

## Salzbergbau
1993 wurde am Südhang des Berges auf 1000 m Seehöhe eine römerzeitliche Siedlung (Michlhallberg) aus dem 2. bis 4. Jahrhundert n. Chr. entdeckt. Es wird dort bereits ein römerzeitlicher Salzbergbau vermutet.
Die erste urkundliche Erwähnung des Ausseer Salzbergbaus wird auf 1147 datiert. In der Frühzeit stellte man das Salz direkt am Fuße des Berges her, ab dem 13. Jahrhundert wurde es über Soleleitungen in die Saline Bad Aussee geleitet. 1906 erfolgte der Bau einer Soleleitung von Altaussee nach Bad Ischl zur Weiterleitung zur Saline in Ebensee am Traunsee. Seit der Stilllegung der Saline in Bad Aussee 1983 wird die Sole ausschließlich nach Ebensee geleitet, wo heute die Salzverhüttung der Abbaugebiete Altaussee, Hallstatt und Bad Ischl vorgenommen wird. Der Abbau in Altaussee ist bis heute in Betrieb und mit einer Produktion von 550.000 Tonnen Salz (2005) die größte Salzgewinnungsstätte Österreichs.
Während der Jahre 1943 bis 1948 befand sich im Salzbergwerk der Bergungsort Salzbergwerk Altaussee. Dort wurden Kunstschätze aus Österreich und wesentliche Teile der von nationalsozialistischen Organisationen für Adolf Hitler, Hermann Göring und Joseph Goebbels geraubten Beutekunst aus ganz Europa eingelagert.
Heute sind Teile des Bergwerks als Schaubergwerk für Besucher zugänglich.

## Name
Der Sandling wird in Altaussee oft auch einfach „Soizbärig“ (= Salzberg) oder „Bärig“ (= Berg) genannt, was seine historisch wichtige wirtschaftliche Bedeutung für den Ort widerspiegelt.

## Bergsturz
In der Nacht vom 12. auf den 13. September 1920 kam es am Sandling zu einem massiven Bergsturz. Der rund 1700 m hohe Sandlingturm an der Westwand brach ab. Die über sechs Millionen Kubikmeter Kalkgestein der Felszinne verschütteten Teile der Vorderen Sandlingalm. Die starke Verformbarkeit des Salzstockes führt immer wieder zu Spannungen und Brüchen in den überlagernden Kalkschichten.

## Zustiege & Wanderwege
- Vom Steinberg (942 m), dem Besucherzugang zum Salzbergwerk führt der markierte Wanderweg Nr. 252 nach Nordwesten zur Ausseer Sandlingalm, wo er in den Wanderweg 201 (Nordalpenweg und Via Alpina) Richtung Lambacher Hütte einmündet. Beim Sattel in etwa 1340 m, der den Sandling im Norden begrenzt, zweigt der markierte Weg Nr. 251 links ab und führt Richtung Süden auf den Gipfel. Gehzeit rund zweieinhalb Stunden.
- Von der Blaa-Alm (894 m) führt der markierte Wanderweg Nr. 201 nach Südwesten über die Ausseer Sandlingalm Richtung Lambacher Hütte. Beim Sattel in etwa 1340 m, der den Sandling im Norden begrenzt, zweigt der markierte Weg Nr. 251 links ab und führt Richtung Süden auf den Gipfel. Gehzeit rund zweieinhalb Stunden.
- Von der Vorderen Sandlingalm (1335 m) zweigt ein Steig vom Wanderweg Nr. 201 ab und führt teilweise mit Seilen gesichert steil über die Westflanke des Berges zum Gipfel. Gehzeit rund eine Stunde.
- Von Altaussee ausgehend ist der Berg in rund fünf Stunden zu umrunden.

Am Fuße des Berges befindet sich ein ausgedehntes Almgebiet mit der Vorderen Sandlingalm und der Ausseer Sandlingalm.